# Dariusz Kozakiewicz
Dariusz Kozakiewicz (ur. 30 grudnia 1951 w Warszawie) – polski gitarzysta, kompozytor i wokalista. Członek Akademii Fonograficznej ZPAV. Popularność zdobył dzięki występom w zespołach Breakout, Test i Perfect. Twórca solowego projektu muzycznego Darek Kozakiewicz Live.

## Życiorys
Początkowo uczył się gry na waltorni w Średniej Szkole Muzycznej w Warszawie. Jako gitarzysta zadebiutował w 1966 roku w zespole Kilku. W latach 1967–1968 był gitarzystą w zespole Fatum, a w latach 1969–1970 w grupie Pięciu, z którą dokonał pierwszych nagrań archiwalnych dla Polskiego Radia.
W 1971 zadebiutował fonograficznie biorąc udział w nagraniu albumu Blues zespołu Breakout, następnie w maju 1972 przeszedł do hardrockowej grupy Test, z którą w 1974 zarejestrował debiutancki album formacji o tym samym tytule. Z grupą Test był związany do momentu jej rozwiązania w roku 1976.
Od 1977 udzielał się jako muzyk sesyjny współpracując na estradzie i w nagraniach studyjnych z zespołami rockowymi i muzykami jazzowymi. Podczas Studenckiego Festiwalu Jazzowym „Jazz nad Odrą” we Wrocławiu w 1977 wystąpił z zespołem Świadectwo Dojrzałości, który zdobył nagrodę główną festiwalu oraz nagrodę dziennikarzy. Prócz tego, współpracował m.in. z: Czesławem Bartkowskim, Pawłem Jarzębskim, Krzysztofem Sadowskim i Tomaszem Szukalskim. W 1980 r. został gitarzystą grupy Air Condition Zbigniewa Namysłowskiego, z którą dokonał nagrań radiowych oraz płytowych w kraju i za granicą.
W 1981 wydał solowy singiel z autorskimi utworami instrumentalnymi – „Henio na wczasach” i „Narodziny Karoliny”. Rozpoczął również pracę nad solowym albumem, który ostatecznie nie został wydany.
W latach 1982–1991 grał w klubach muzycznych Norwegii w zespole Wojciecha Kordy i prowadził własny zespół Dwójka ze Sternikiem (w którym grali m.in. Wojciech Bruślik, Piotr Szkudelski, Jacek Skubikowski, Wojciech Karolak i Tomasz Szukalski). Wziął udział w koncertach Old Rock Meeting (1986–1987) i Trzy dekady rocka w Sopocie (1991). Towarzyszył też w nagraniach i koncertach Ryszardowi Rynkowskiemu.
W kolejnych latach grał w zespole Kciuk-Surzyn Band (1991–1992), reaktywowanej grupie Bemibek (1994–1995) i Polanie (1995) oraz z Robertem Chojnackim i grupą Krokoband.
Na przestrzeni lat współpracował też min. z Anną Jantar, Piotrem Figlem, Janem Borysewiczem, Natalią Sikorą i z zespołami Jajco i Giganci, Plugawy Anonim, KBKW, Universe. W latach 1997–2021 był gitarzystą i kompozytorem w zespole Perfect, w którym zastąpił Ryszarda Sygitowicza. Po zakończeniu działalności Perfectu kontynuował karierę solową tworząc projekt muzyczny Darek Kozakiewicz Live. W 2021 wydał album kompilacyjny pt. Krokodyl podsumowujący pięćdziesiąt lat pracy twórczej i koncertowy Darek Kozakiewicz Live.
W 2025 wziął udział w reaktywacji Perfectu z wokalistą Łukaszem Drapałą jako Perfect & Łukasz Drapała.

## Dyskografia

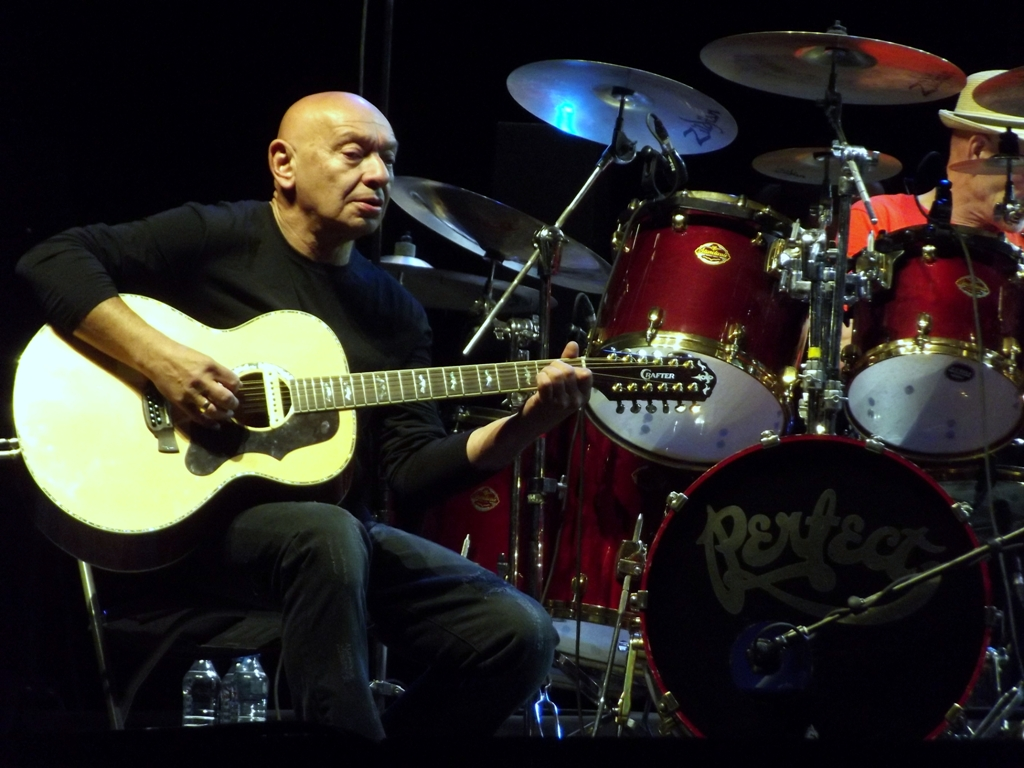
Dariusz Kozakiewicz podczas koncertu z zespołem Perfect (2013)

### Albumy solowe
- 2021 – Krokodyl[7]
- 2021 – Darek Kozakiewicz Live[8]

### Inne

#### Perfect
- 1998 – Suwałki Live '98[10]
- 1999 – Śmigło[11]
- 2001 – Live 2001[10]
- 2002 – Perfect Symfonicznie[10]
- 2004 – Schody[10]
- 2007 – Z wtorku na środę[10]
- 2007 – Trójka Live![10]
- 2010 – XXX[10]
- 2014 – DaDaDam[10]
- 2014 – Live 1995[10]
- 2015 – Niepokonani: 35 lat, Live[10]
- 2016 – The Greatest Hits[10]
- 2016 – Muzyka[10]
- 2020 – Głos – pożegnalny singiel wydany w formie limitowanego albumu CD[12][13][14]

#### Cold War
- Export (gitara w utworze „Rock’n’roll”)

- Boogie Boogie (gitara w utworach „Psychoanaliza”, „Rock n Roll”, „Boogie Boogie”)

#### Jajco i Giganci
- Wasz ambasador
- Kwa kwa rak kwa

#### Plugawy Anonim
- 1971-1991 Historie Nieznane (Nagrania archiwalne: „Idol” i „Ludzie”)

#### Air Condition
- Follow our kite
- Air Condition

#### Świadectwo Dojrzałości
- Jazz nad Odrą ’77 – Laureaci (Nagrania radiowe: „Świątynia Dumania”, „Błotnik”, „Aksjomat”)
- Hulaj dusza[15]

#### Zdzisława Sośnicka
- Zdzisława Sośnicka

#### Halina Frąckowiak
- Idę (w kompozycjach „Julio, nie bądź zła” i „Bawimy się w życie”)

#### Test
- Test
- Z Archiwum Polskiego Radia, Vol. 9 – Test (Zbiór nagrań radiowych z całego okresu działalności grupy, oprócz Shall be released i Zagubieni w ciemności)

#### Breakout
- Blues

#### Piotr Figiel
- Piotr

#### Felicjan Andrzejczak
- Świat miłować[16]

#### Zbigniew Namysłowski
- Follow Namysłowski (gitara w utworze „Nice To See You”)

#### Różni wykonawcy
- Tribute to Eric Clapton (produkcja w utworze „Layla”, gitary w utworach „Layla”, „Ain’t That Loving You”, „To nic złego”, „Wrapping Paper”)